# Mistrzostwa świata w szachach 2023
Mistrzostwa świata w szachach klasycznych 2023 – mecz szachowy o tytuł indywidualnego mistrza świata w szachach klasycznych został rozegrany między wicemistrzem świata 2021, Janem Niepomniaszczim z Rosji, a czołowym chińskim arcymistrzem, Dingiem Lirenem, od 7 kwietnia do 1 maja w stolicy Kazachstanu, Astanie. Magnus Carlsen, mistrz świata z Norwegii, odmówił obrony tytułu, więc do meczu zakwalifikował się Ding, który zajął drugą pozycję w turnieju pretendentów 2022, po Niepomniaszczim. Mecz zakończył się zwycięstwem Dinga Lirena po dogrywce, w stosunku 9½ do 8½.

## Odmowa obrony tytułu przez Carlsena
Obecnym mistrzem świata był Magnus Carlsen, który zdobył tytuł w 2013 roku. Aby zachować tytuł, Carlsen był okresowo zobowiązany do obrony go w meczu o mistrzostwo świata w szachach z pretendentem wyłonionym w specjalnym turnieju pretendentów. Carlsen z powodzeniem obronił tytuł w meczach mistrzostw świata w latach 2014, 2016, 2018 i 2021. W grudniu 2021 roku, wkrótce po mistrzostwach 2021 (przeciwko Janowi Niepomniaszcziemu), Carlsen stwierdził, że brakuje mu motywacji i może nie obronić tytułu ponownie, chyba że pretendentem będzie Alireza Firuzdża. Firuzdża awansował na drugie miejsce w światowych rankingach w 2021 roku w wieku 18 lat. W kwietniu 2022 roku Carlsen ponownie publicznie oświadczył, że raczej nie zagra w kolejnych mistrzostwach świata, tym razem nie wspominając o żadnym potencjalnym przeciwniku. 
Turniej pretendentów 2022 zakończył się na początku lipca 2022 roku, a jego zwycięzcą został Niepomniaszczi. FIDE i Carlsen prowadzili już wtedy rozmowy dotyczące meczu o mistrzostwo świata i jego formatu. 20 lipca Carlsen ogłosił, że nie będzie bronił tytułu. Dlatego mecz o mistrzostwo świata 2023 odbył się pomiędzy Janem Niepomniaszczim i Dingiem Lirenem, odpowiednio zwycięzcą i zawodnikiem, który zajął drugie miejsce w turnieju pretendentów 2022, a Carlsen ma stracić tytuł mistrza świata po zakończeniu meczu. Po tym, jak Carlsen formalnie potwierdził swoją decyzję na piśmie, FIDE oficjalnie zaprosiło Dinga i Niepomniaszcziego do udziału w mistrzostwach świata w 2023 roku. 
Brak udziału obecnego mistrza to rzadka sytuacja. W latach 1993–2005 odbywały się jednocześnie dwa rywalizujące ze sobą mistrzostwa świata. Poza tym okresem ostatnim panującym mistrzem, który odmówił udziału, był Bobby Fischer w 1975 roku. W tym przypadku FIDE przyznało tytuł pretendentowi Fischera, Anatolijowi Karpowowi, bez rozegrania meczu (Karpow zakwalifikował się przez turniej, pokonując w finale Wiktora Korcznoja). Ostatni raz mistrzostwa świata były faktycznie rozgrywane bez obrońcy tytułu w 1948 roku, ponieważ mistrz Aleksander Alechin zmarł w 1946 roku.

## Wyłonienie pretendenta
Turniej pretendentów 2022 odbył się w dniach od 16 czerwca do 5 lipca 2022 w Madrycie z udziałem 8 zawodników. Uczestnikami turnieju zostali: pokonany w poprzednim meczu o mistrzostwo świata (Jan Niepomniaszczi), zwycięzca szachowego Pucharu Świata z 2021 roku (Jan-Krzysztof Duda), zwycięzca i wicemistrz szachowego turnieju Grand Swiss z 2021 roku (Alireza Firuzdża oraz Fabiano Caruana), dwóch najlepszych graczy cyklu Grand Prix 2022 (Hikaru Nakamura oraz Richárd Rapport), zawodnik nominowany przez FIDE (Teymur Rəcəbov), a także zawodnik z najwyższym rankingiem w maju 2022 (Ding Liren), który zastąpił finalistę szachowego Pucharu Świata, Siergieja Kariakina, ponieważ Rosjanin został zdyskwalifikowany przez FIDE na 6 miesięcy za popieranie rosyjskiej inwazji na Ukrainę.
Rywalizacja w turnieju pretendentów odbyła się systemem dwukołowym, każdy uczestnik grał z każdym z przeciwników dwukrotnie – raz kolorem białym, a raz czarnym. Zdobywca największej liczby punktów uzyskał prawo do gry w meczu o mistrzostwo świata. Został nim Jan Niepomniaszczi z wynikiem 9½ p. z 14 partii. Jako mistrz świata Carlsen ogłosił po turnieju, że nie będzie bronił tytułu mistrza świata, prawo do gry w meczu o mistrzostwo świata uzyskał zawodnik który zajął drugie miejsce w turnieju, czyli Ding Liren.
| Pozycja | Zawodnik           | Pkt      | SB    | W | Kwalifikacja           |   | JN | JN | DL | DL | TR | TR | HN | HN | FC | FC | AF | AF | JKD | JKD | RR | RR |
| ------- | ------------------ | -------- | ----- | - | ---------------------- | - | -- | -- | -- | -- | -- | -- | -- | -- | -- | -- | -- | -- | --- | --- | -- | -- |
| 1       | Jan Niepomniaszczi | 9.5 / 14 | 62    | 5 | Awans do meczu o tytuł |   |    |    | ½  | 1  | ½  | ½  | ½  | ½  | ½  | ½  | 1  | 1  | 1   | ½   | ½  | 1  |
| 2       | Ding Liren         | 8 / 14   | 52    | 4 | Awans do meczu o tytuł |   | 0  | ½  |    |    | 0  | ½  | 1  | ½  | ½  | 1  | ½  | ½  | 1   | ½   | ½  | 1  |
| 3       | Teymur Rəcəbov     | 7.5 / 14 | 52    | 3 |                        |   | ½  | ½  | ½  | 1  |    |    | 1  | 0  | ½  | 0  | ½  | ½  | ½   | ½   | ½  | 1  |
| 4       | Hikaru Nakamura    | 7.5 / 14 | 50.25 | 4 |                        | ½ | ½  | ½  | 0  | 1  | 0  |    |    | 1  | 0  | 1  | ½  | 1  | ½   | ½   | ½  |    |
| 5       | Fabiano Caruana    | 6.5 / 14 | 46.5  | 3 |                        | ½ | ½  | 0  | ½  | 1  | ½  | 1  | 0  |    |    | 0  | 1  | ½  | 0   | ½   | ½  |    |
| 6       | Alireza Firuzdża   | 6 / 14   | 39.5  | 2 |                        | 0 | 0  | ½  | ½  | ½  | ½  | ½  | 0  | 0  | 1  |    |    | ½  | ½   | 1   | ½  |    |
| 7       | Jan-Krzysztof Duda | 5.5 / 14 | 38.5  | 1 |                        | ½ | 0  | ½  | 0  | ½  | ½  | ½  | 0  | 1  | ½  | ½  | ½  |    |     | ½   | 0  |    |
| 8       | Richárd Rapport    | 5.5 / 14 | 37.75 | 1 |                        | 0 | ½  | 0  | ½  | 0  | ½  | ½  | ½  | ½  | ½  | ½  | 0  | 1  | ½   |     |    |    |

## Zasady regulaminowe meczu
Pojedynek według regulaminu został rozegrany na dystansie czternastu partii z czasem 120 minut dla zawodnika na wykonanie pierwszych 40 posunięć w partii, następnie z dodatkowymi 60 minutami na kolejne 20 ruchów, a później jeszcze z dalszymi 15 minutami na dokończenie partii. Ponadto, zawodnicy od 61. ruchu będą otrzymywali po 30 sekund za każdy ruch. Zwycięzcą został pierwszy zawodnik, który zdobędzie 7,5 punktu.
W przypadku remisu po czternastu partiach następują dogrywki.

### Dogrywki
W I etapie dogrywki przewidziane są cztery partie szachów szybkich z tempem 25 minut na partię oraz 10 sekundami dodawanymi po każdym wykonanym ruchu. 
W przypadku kolejnego równego wyniku rozegrany zostanie II etap - dwie partie z czasem 5 minut na partię oraz 3 sekundami dodawanymi po każdym wykonanym ruchu. Jeżeli wynik tego etapu dogrywki będzie remisowy, zostanie on powtórzony.
Jeżeli wynik dogrywek dalej będzie równy, zostanie rozegrany III etap - partia błyskawiczna z tempem 3 minut na partię oraz 2 sekundami dodawanymi po każdym wykonanym ruchu. Wtedy cały mecz zostanie rozstrzygnięty pierwszym decyzyjnym wynikiem partii trzeciego etapu.

### Nagrody finansowe
Pula nagród Mistrzostw Świata w szachach klasycznych 2023 wyniesie 2 miliony euro. Zwycięzca meczu otrzyma 60% tej kwoty, natomiast przegrany 40% - w przypadku dogrywek zwycięzca otrzyma 55%, a przegrany 45%.

## Przebieg meczu
| Data             | Dzień tygodnia | Wydarzenie                                  |
| ---------------- | -------------- | ------------------------------------------- |
| 7 kwietnia 2023  | Piątek         | Ceremonia otwarcia                          |
| 9 kwietnia 2023  | Niedziela      | Runda 1                                     |
| 10 kwietnia 2023 | Poniedziałek   | Runda 2                                     |
| 11 kwietnia 2023 | Wtorek         | Przerwa                                     |
| 12 kwietnia 2023 | Środa          | Runda 3                                     |
| 13 kwietnia 2023 | Czwartek       | Runda 4                                     |
| 14 kwietnia 2023 | Piątek         | Przerwa                                     |
| 15 kwietnia 2023 | Sobota         | Runda 5                                     |
| 16 kwietnia 2023 | Niedziela      | Runda 6                                     |
| 17 kwietnia 2023 | Poniedziałek   | Przerwa                                     |
| 18 kwietnia 2023 | Wtorek         | Runda 7                                     |
| 19 kwietnia 2023 | Środa          | Przerwa                                     |
| 20 kwietnia 2023 | Czwartek       | Runda 8                                     |
| 21 kwietnia 2023 | Piątek         | Runda 9                                     |
| 22 kwietnia 2023 | Sobota         | Przerwa                                     |
| 23 kwietnia 2023 | Niedziela      | Runda 10                                    |
| 24 kwietnia 2023 | Poniedziałek   | Runda 11                                    |
| 25 kwietnia 2023 | Wtorek         | Przerwa                                     |
| 26 kwietnia 2023 | Środa          | Runda 12                                    |
| 27 kwietnia 2023 | Czwartek       | Runda 13                                    |
| 28 kwietnia 2023 | Piątek         | Przerwa                                     |
| 29 kwietnia 2023 | Sobota         | Runda 14                                    |
| 30 kwietnia 2023 | Niedziela      | Dogrywki lub ceremonia zamknięcia           |
| 1 maja 2023      | Poniedziałek   | Ceremonia zamknięcia (w przypadku dogrywek) |

## Wyniki
|                    | Ranking | Partie klasyczne | Partie klasyczne | Partie klasyczne | Partie klasyczne | Partie klasyczne | Partie klasyczne | Partie klasyczne | Partie klasyczne | Partie klasyczne | Partie klasyczne | Partie klasyczne | Partie klasyczne | Partie klasyczne | Partie klasyczne | Punkty | Partie szybkie | Partie szybkie | Partie szybkie | Partie szybkie | Razem |
| 1                  | Ranking | 2                | 3                | 4                | 5                | 6                | 7                | 8                | 9                | 10               | 11               | 12               | 13               | 14               | 15               | Punkty | 16             | 17             | 18             |                | Razem |
| ------------------ | ------- | ---------------- | ---------------- | ---------------- | ---------------- | ---------------- | ---------------- | ---------------- | ---------------- | ---------------- | ---------------- | ---------------- | ---------------- | ---------------- | ---------------- | ------ | -------------- | -------------- | -------------- | -------------- | ----- |
| Jan Niepomniaszczi | 2795    | ½                | 1                | ½                | 0                | 1                | 0                | 1                | ½                | ½                | ½                | ½                | 0                | ½                | ½                | 7      | ½              | ½              | ½              | 0              | 8½    |
| Ding Liren         | 2788    | ½                | 0                | ½                | 1                | 0                | 1                | 0                | ½                | ½                | ½                | ½                | 1                | ½                | ½                | 7      | ½              | ½              | ½              | 1              | 9½    |

### Partie klasyczne

#### Partia nr 1: Niepomniaszczi–Ding, ½–½

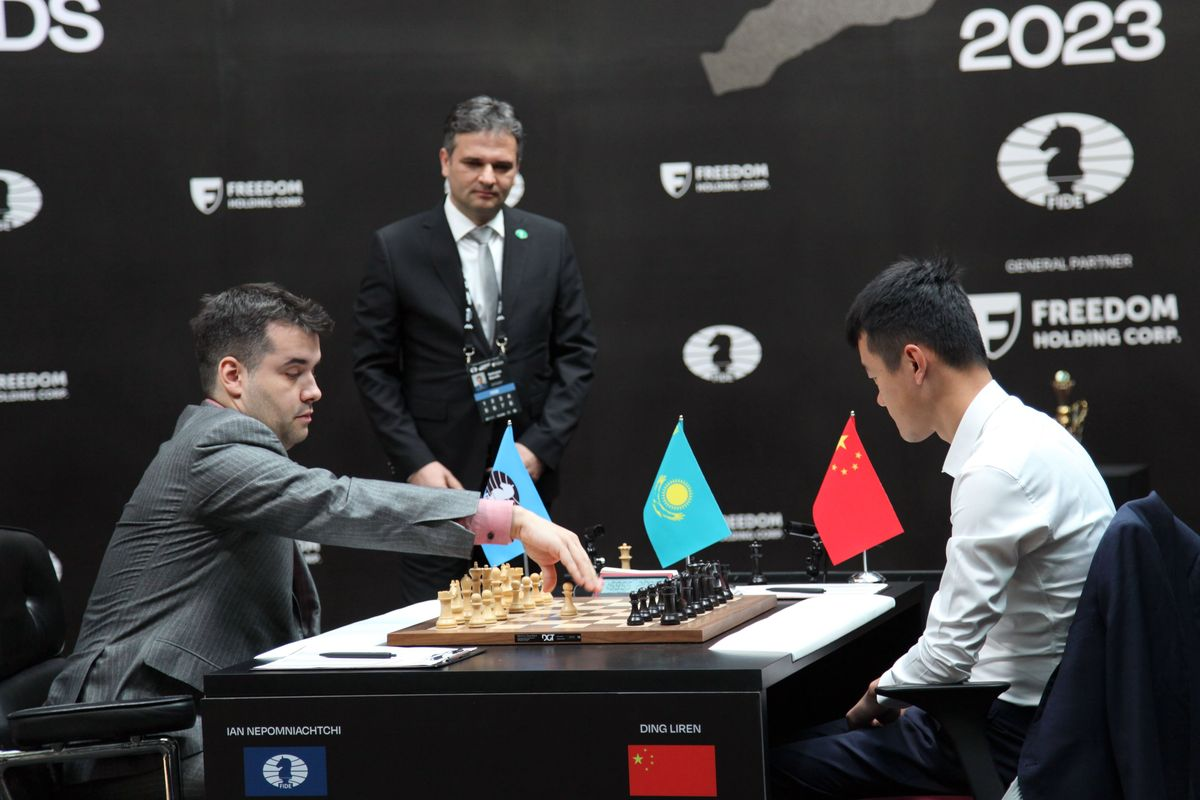
Niepomniaszczi i Ding podczas rozpoczęcia partii nr 1

Pierwsza partia meczu, remis w 49 ruchach, została rozegrana 9 kwietnia. Niepomniaszczi rozpoczął od 1.e4, a obaj gracze szybko zagrali partię hiszpańską. Niepomniaszczi zaskoczył komentatorów rzadką linią boczną 6.Gxc6 dxc6 7.We1 i, jak powiedział arcymistrz Erwin l'Ami, uzyskał „pozycję wolną od ryzyka i długoterminową przewagę strukturalną”. Niepomniaszczi wcześnie zmarnował okazję taktyczną z 14.Sf5 (14.h3! ustawiłoby 14...Hxd4? 15.Sd5!!), ale poza tym gra utrzymywała się w większości na równym poziomie aż do ruchu 25...c6?, gdzie Rosjanin szybko zagrał 26.Wxd8+ Sxd8 27.Hf4!, tworząc baterię w kierunku osłabionego skrzydła hetmańskiego i przejmując inicjatywę. Ponieważ Ding miał mało czasu, kilka niedokładności Nepomniaszcziego (30.Sg3 i 31.f4) pozwoliło Dingowi wymusić wymianę hetmanów i umocnić swoją pozycję, osiągając równą końcówkę w ruchu 38. Remis został uzgodniony w ruchu 49. po mniej niż pięciu godzinach gry.
Ding na konferencji prasowej po partii przedstawił wgląd w swoje morale podczas partii i po niej: „Nie jestem szczęśliwy; jestem trochę przygnębiony. Podczas partii czułem przepływ niekonsekwencji. W pierwszej części partii nie mogłem się skoncentrować i myśleć o szachach. Mój umysł był pełen wspomnień i uczuć. Może nie mogłem obliczyć z powodu presji meczu.
Partia hiszpańska, opóźniony wariant wymienny 6.Gxc6 (ECO C85)
1. e4 e5 2. Sf3 Sc6 3. Gb5 a6 4. Ga4 Sf6 5. 0-0 Ge7 6. Gxc6 dxc6 7. We1 Sd7 8. d4 exd4 9. Hxd4 0-0 10. Gf4 Sc5 11. He3 Gg4 12. Sd4 Hd7 13. Sc3 Wad8 14. Sf5 Se6 15. Sxe7+ Hxe7 16. Gg3 Gh5 17. f3 f6 18. h3 h6 19. Kh2 Gf7 20. Wad1 b6 21. a3 a5 22. Se2 Wxd1 23. Wxd1 Wd8 24. Wd3 c5 25. Hd2 c6 26. Wxd8+ Sxd8 27. Hf4 b5 28. Hb8 Kh7 29. Gd6 Hd7 30. Sg3 Se6 31. f4 h5 32. c3 c4 33. h4 Hd8 34. Hb7 Ge8 35 Sf5 Hd7 36. Hb8 Hd8 37. Hxd8 Sxd8 38. Sd4 Sb7 39. e5 Kg8 40. Kg3 Gd7 41. Gc7 Sc5 42. Gxa5 Kf7 43. Gb4 Sd3 44. e6+ Gxe6 45. Sxc6 Gd7 46. Sd4 Sxb2 47. Sd3 48. g3 Sc1 49. Ke3 ½–½

#### Partia nr 2: Ding–Niepomniaszczi, 0–1
Druga partia meczu, wygrana Niepomniaszcziego w 29 ruchach, została rozegrana 10 kwietnia. Po 1.d4 Sf6 2.c4 e6 3.Sf3 d5 Ding zagrał 4.h3 — ruch, którego nigdy wcześniej nie widziano na poziomie mistrzowskim. Niepomniaszczi powiedział na konferencji prasowej, że początkowo zapisał 4.g3 (standardowe posunięcie, które doprowadziłoby do partii katalońskiej) w swoim zapisie partii, zanim zdał sobie sprawę, że zostało zagrane 4.h3. Aleksandr Szabałow stwierdził, że „[4.h3] zdecydowanie pochodzi od Richárda Rapporta, sekundanta Dinga”, co potwierdził sam Ding. Niepomniaszczi zdecydował się zagrać 4...dxc4 i potraktować tę partię jako przyjęty gambit hetmański, opierając się na tym, że h2 – h3 białych nie jest szczególnie przydatne w tej linii. Po niemal natychmiastowym zagraniu większości swoich ruchów w otwarciu, Ding potrzebował ponad 30 minut na zagranie ruchu 12.Sxf6+, później identyfikując ten ruch jako krytyczny moment, mówiąc, że spojrzał tylko na 12...Hxf6 i całkowicie przeoczył odpowiedź Niepomniaszczia 12...gxf6. Kontynuacja Dinga 13.e4?! również była krytykowana za dalsze osłabienie jego pozycji; komentatorzy zalecali 13.dxc5 z przybliżoną równością. Następnie inicjatywę przejął Niepomniaszczi. Jego ruch 18...f5! był bardzo chwalony; zastawił spektakularną pułapkę 19.exf5 Wxd4!! 20.Sxd4 (inne ruchy unikają mata, ale tracą materiał) 20...Wxg2+ 21.Kf1 Wxf2+! 22.Kxf2 Hh2+ 23.Ke3 Gh6#. Ding uniknął tego grając 19.Gc2, co mimo wszystko było ustępstwem, biorąc pod uwagę, że jego poprzednia gra wydawała się mieć na celu ustawienie gońca na f1. Po 20.Gg5, Niepomniaszczi poświęcił i wymienił grając 20...Wxg5!, zdobywając pionka na linii d i dominującą pozycję po 21.Sxg5 Sxd4, a wkrótce potem również piona na linii e. Po 29...e5, pozostawiając wieżę na d4 bez bezpiecznych pól, Ding zrezygnował, dając Niepomniaszcziemu pierwszą decydującą partię meczu.
Przyjęty gambit hetmański (ECO D27)
1. d4 Sf6 2. c4 e6 3. Sf3 d5 4. h3 dxc4 5. e3 c5 6. Gxc4 a6 7. O-O Sc6 8. Sc3 b5 9. Gd3 Gb7 10. a4 b4 11. Se4 Sa5 12. Sxf6+ gxf6 13. e4 c4 14. Gc2 Hc7 15. Gd2 Wg8 16. Wc1 O-O-O 17. Gd3 Kb8 18. We1 f5 19. Gc2 Sc6 20. Gg5 Wxg5 21. Sxg5 Sxd4 22. Hh5 f6 23. Sf3 Sxc2 24. Wxc2 Gxe4 25. Wd2 Gd6 26. Kh1 c3 27. bxc3 bxc3 28. Wd4 c2 29. Hh6 e5 0–1

#### Partia nr 3: Niepomniaszczi–Ding, ½–½
Trzecia partia meczu, remis w 30 ruchach, została rozegrana 12 kwietnia. Partia ta była kontynuacją gry, którą Ding wcześniej zagrał jako czarne przeciwko Aniszowi Giri w partii szybkiej online w 2022 roku do 17.S1e2. Niepomniaszczi później stwierdził, że patrzył na grę przed rundą. Ding zidentyfikował 21...Sxd7 jako krytyczny moment, w którym zaczął grać o zwycięstwo, ale zdecydował się na powtarzanie ruchów po 27.Sb5 z 27...Sc7. W wywiadzie po partii Ding stwierdził, że rozważał 27...d4 jako potencjalny ruch do kontynuowania gry o zwycięstwo, ale zdecydował, że byłoby to zbyt ryzykowne. Potem partia została zremisowana przez powtarzanie ruchów.
Na konferencji prasowej po partii Ding stwierdził: „Nie byłem zadowolony z wyniku. W pewnym momencie próbowałem grać o zwycięstwo, ale nie mogłem znaleźć sposobu na przebicie się. Więc myślę, że remis to przyzwoity wynik dla nas obojga”. Niepomniaszczi skomentował ten sam efekt, zauważając, że „Odrzucony gambit hetmański to bardzo solidne otwarcie, więc nie osiągniesz wiele. Najczęstszym przypadkiem jest sytuacja, gdy obie strony grają rozsądnie. Trudno zakłócić równość”.
Odrzucony gambit hetmański, wariant wymienny (ECO D35)
1. d4 Sf6 2. c4 e6 3. Sc3 d5 4. cxd5 exd5 5. Gg5 c6 6. e3 h6 7. Gh4 Ge7 8. Gd3 0-0 9. Hc2 We8 10. Sge2 Sbd7 11. 0-0 a5 12. a3 Sh5 13. Gxe7 Hxe7 14. Wa1 Sf8 15. Sc1 Sf6 16. f3 Se6 17. S1e2 c5 18. Gb5 Wd8 19. dxc5 Hxc5 20. Hd2 Gd7 21. Gxd7 Sxd7 22. Sd4 Sb6 23. Wd1 Sc4 24. Hf2 Wc8 25. Sd4 He7 26. Wfe1 Hf6 27. Sb5 Sc7 28. Sd4 Se6 29. Sb5 Sc7 30. Sd4 Se6 ½–½

#### Partia nr 4: Ding–Niepomniaszczi, 1–0
Czwarta partia meczu, wygrana Dinga w 47 ruchach, została rozegrana 13 kwietnia. Ding zdecydował się na 1. c4 (partia angielska), później wybrany został wariant czterech skoczków. 9...Sf4 Niepomniaszczia nastąpiło po wcześniejszej grze wygranej przez sekundanta Dinga — Rapporta, co skłoniło Anisza Giri do spekulacji, że pomieszał ruchy ze swojego przygotowania debiutowego. Zostało to później potwierdzone przez Niepomniaszcziego na konferencji prasowej. 14...Sa5 również było niedokładne, ponieważ skoczek miałby trudności z powrotem do gry, podczas gdy Ding tworzył silną centralną pozycję. Ding podjął dynamiczną decyzję o poświęceniu pionka z 15.c5 w celu stworzenia zaawansowanego centrum pionków. 23...f6 było posunięciem, które Niepomniaszczi nazwał później „niepotrzebnym”; pozwoliło to Dingowi zagrać 24.e6, dając mu wolnego piona na linii e i silny łańcuch pionków, ale w zamian czarne były w stanie ustawić skoczka na silnym polu obronnym d6. Niepomniaszczi wciąż był w grze, dopóki nie popełnił błędu z 28...Sd4?, decyzją byłego mistrza świata Viswanathana Ananda opisaną jako „szalona”. Ding poświęcił i wymienił grając 29.Wxd4!, a po 29...cxd4 30.Sb3 skoczek jest gotowy do zdominowania pozycji czarnych na d4. Ding powiedział, że początkowo rozważał 29.Hd3 jako odpowiedź, ale znalazł wygrywający ruch po nieco ponad minucie myślenia, podczas gdy Niepomniaszczi potwierdził, że nie widział tego ruchu, dopóki nie został zagrany. Mimo że pozycja czarnych była całkowicie stracona, Niepomniaszczi grał dalej, a Ding precyzyjnie wykorzystał swoją przewagę. Niepomniaszczi ostatecznie zrezygnował w ruchu 47., przywracając wynik meczu do remisu.
Partia angielska, system czterech skoczków (ECO A28)
1. c4 Sf6 2. Sc3 e5 3. Sf3 Sc6 4. e3 Gb4 5. Hc2 Gxc3 6. bxc3 d6 7. e4 0-0 8. Ge2 Sh5 9. d4 Sf4 10. Gxf4 exf4 11. 0-0 Hf6 12. Wfe1 We8 13. Gd3 Gg4 14. Sd2 Sa5 15. c5 dxc5 16. e5 Hh6 17. d5 Wad8 18. c4 b6 19. h3 Gh5 20. Ge4 We7 21. Hc3 Wde8 22. Gf3 Sb7 23. We2 f6 24. e6 Sd6 25. Wa1 Sf5 26. Gxh5 Hxh5 27. We4 Hh6 28. Hf3 Sd4 29. Wxd4 cxd4 30. Sb3 g5 31. Sxd4 Hg6 32. g4 fxg3 33. fxg3 h5 34. Sf5 W7 35. He4 Kh8 36. e7 Hf7 37. d6 cxd6 38. Sxd6 Hg8 39. Sxe8 Hxe8 40. He6 Kg7 Wh61. Wf1 42. Wd1 f5 43. He5+ Kf7 44. Hxf5+ Wf6 45. Hh7+ Ke6 46. Hg7 Wg6 47. Hf8 1–0

#### Partia nr 5: Niepomniaszczi–Ding, 1–0
Piąta partia meczu, wygrana Niepomniaszcziego w 48 ruchach, została rozegrana 15 kwietnia. Niepomniaszczi był chwalony przez komentatorów za jego przygotowanie do debiutu, a wielu zauważyło, że spędzał bardzo mało czasu na wykonywaniu swoich ruchów aż do ruchu 23, zdobywając zauważalną przewagę czasowa, która rosła wraz z postępem gry. Anisz Giri skrytykował ruchy 19...Gd8!? i 20...Se7!? zagrane przez Dinga, nazywając to „najbardziej niewygodną konfiguracją [figur]”. Ding stwierdził później: „Myślę, że krytycznym momentem jest to, że powinienem był zagrać 29...Hf6 zamiast 29...Sxf5”. Komentatorzy stwierdzili, że 29...Sxf5 samo w sobie nie było kiepskim posunięciem, ale 30...Hf6 straciło przewagę, sugerując, że 30...Hd7 zapewniłoby równość. Niepomniaszczi szybko rozpoczął atak skrzydłem królewskim, rozgrywając przełamanie pionka 37.g5!, na co odpowiedź Dinga 37...hxg5 została uznana przez Giri za „całkowitą przegraną”. Po 38.Wg4, naturalnie wyglądające 38...f6, broniące pionka, wpadłoby na 39.Sh4!, gdzie 39...gxh4 40.h6! dziesiątkuje pozycję czarnych. Zamiast tego zagrano 38...Wa8, co pozwoliło Niepomniaszcziowi odzyskać pionka grając 39.Sxg5. Niepomniaszczi precyzyjnie wykorzystał przewagę pozycyjną, posunięciem 48.Wh6 przekonując Dinga do rezygnacji po 15 minutach analizy pozycji.
Partia hiszpańska, obrona zamknięta, wariant Martineza (ECO C84)
1. e4 e5 2. Sf3 Sc6 3. Gb5 a6 4. Ba4 Sf6 5. 0-0 Be7 6. d3 b5 7. Gb3 d6 8. c3 0-0 9. h3 Gb7 10. a4 Sf6 11. Ga2 c5 12. Gg5 h6 13. Gxf6 Gxf6 14. axb5 axb5 15. Sbd2 Sc6 16. Gd5 Wxa1 17. Hxa1 Hd7 18. We1 Wa8 19. Hd1 Gd8 20. Sf1 Se7 21. Gxb7 Hxb7 22. Se3 Gb6 23. h4 Hc6 24. h5 c4 25. d4 exd4 26. Sxd4 Hc5 27. Hg4 He5 28. Sf3 He6 29. Sf5 Sxf5 30. exf5 Hf6 31. He4 Wb8 32. We2 Gc5 33. g4 Hd8 34. Hd5 Kf8 35. Kf1 Wc8 36. We4 Wb8 37. g5 hxg5 38. Wg4 Wa8 39. Sxg5 Wa1+ 40. Ke2 He7+ 41. Se4 He8 42. Kf3 Ha8 43. Hxa8+ Wxa8 44. f6 g6 45. hxg6 fxg6 46. Wxg6 Wa2 47. Kg4 Wxb2 48. Wh6 1–0

#### Partia nr 6: Ding–Niepomniaszczi, 1–0
Szósta partia meczu, wygrana Dinga w 44 ruchach, została rozegrana 16 kwietnia. Ding zagrał system londyński, dzięki czemu to otwarcie szachowie pojawiło się po raz pierwszy w meczu o mistrzostwo świata. Mimo to Niepomniaszczi powiedział, że spodziewał się go kiedyś zobaczyć. Po 14...Sd7 15.Sxd7 Hxd7, 16.a5! naprawiło strukturę pionków hetmańskich Niepomniaszczia, nadając białym niewielką przewagę. Z braku aktywnych planów Niepomniaszczi zaczął przygotowywać przełamanie pionka grając 22...e5. Ding wspomniał, że jego początkowym planem było zagranie 23.b4, posunięcie, które wymagałoby mniej kontrowania niż ruch w grze, 23.Wb3. Pomimo tego, że Ding był znacznie słabszy w czasie, to Niepomniaszczi pozwolił swojemu przeciwnikowi umocnić swoją lekką przewagę. 27...Wxe5 28.dxe5 Hd8! pozwoliłby Niepomniaszcziowi walczyć dalej, ruch 29.hxg6? pozwoliłoby mu wymusić remis przez nieustanne szachowanie 29...Hd1+ 30.Kh2 Hh5+. Zamiast tego zagrano 27...Gc2, co pozwoliło Dingowi wygrać pionka na b7. 32.Wc5? był pospiesznym posunięciem, które mogło pozwolić Niepomniaszcziowi wrócić do gry, gdyby znalazł 32...Hxc3; jednak zagrano 32...Hc1+, oddając inicjatywę Dingowi. Gdy gracze dotarli do punktu kontrolnego czasu, Ding spędził 20 minut na ruchu 41.d5, zabierając pole e6 w celu zakrycia siatki. Po 41...a2 42.Hc7 Kh7 43.Sg6 Wg8 44.Hf7!, Niepomniaszczi zrezygnował, ponieważ groźba 45.Hxg8+ Kxg8 46.Wa8+ Kf7 47.Wf8# jest nie do powstrzymania.
Na temat partii Niepomniaszczi stwierdził: „Rozegrałem jedną z moich najgorszych partii w historii. Każdy ruch był zły… 27...Gd3 zamiast 27...Gc2 było lepsze, ale nawet to było niefortunne”. Zapytany o częstotliwość decydujących partii w meczu, Niepomniaszczi odmówił odpowiedzi, podczas gdy Ding odpowiedział żartobliwie: „Myślę, że nie jesteśmy tak profesjonalni jak Magnus [Carlsen]”.
System londyński (ECO D02)
1. d4 Sf6 2. Sf3 d5 3. Gf4 c5 4. e3 Sc6 5. Sbd2 cxd4 6. exd4 Gf5 7. c3 e6 8. Gb5 Gd6 9. Gxd6 Hxd6 10. 0-0 0-0 11. We1 h6 12. Se5 Se7 13. a4 a6 14. Gf1 Sd7 15. Sxd7 Hxd7 16. a5 Hc7 17. Hf3 Wfc8 18. Wa3 Gg6 19. Sb3 Sc6 20. Hg3 He7 21. h4 We8 22. Sc5 e5 23. Wb3 Sxa5 24. Wxe5 Hf6 25. Wa3 Sc4 26. Gxc4 dxc4 27. h5 Gc2 28. Sxb7 Hb6 29. Sd6 Wxe5 30. Hxe5 Hxb2 31. Wa5 Kh7 32. Wc5 Hc1+ 33. Kh2 f6 34. Hg3 a5 35. Sxc4 a4 36. Se3 Gb1 37. Wc7 Wg8 38. Sd5 Kh8 39. Wa7 a3 40. Se7 Wf8 41. d5 a2 42. Hc7 Kh7 43. Sg6 Wg8 44. Hf7 1–0

#### Partia nr 7: Niepomniaszczi–Ding, 1–0
Siódma partia meczu, wygrana Niepomniaszcziego w 37 ruchach, została rozegrana 18 kwietnia. W odpowiedzi na 1.e4, Ding odszedł od swojego zwykłego 1...e5, zaskakując swojego przeciwnika i komentatorów, wybierając obronę francuską, otwarcie ostatnio widziane w meczu o mistrzostwo świata w 1978 roku. Ding później potwierdził na konferencji prasowej „na wpół żartem” zasugerował obronę francuską swojemu zastępcy, Richárdowi Rapportowi, który następnie „nalegał”, aby Ding zagrał takie otwarcie. Niepomniaszczi zagrał 3.Sd2, wariant Tarrascha. Podczas gry środkowej Ding absorbował wczesną presję Niepomniaszczia dzięki celnej obronie; jednak w ruchu 19 kończył mu się czas, mając tylko 26 minut na dotarcie do punktu kontrolnego na 21 ruchów do końca. Mimo to znalazł silną ofiarę wymiany 22...Sxf4! 23.Gxf4 Wxf4! 24.Wxf4 Gxe5, co dało mu silną parę gońców i pewną inicjatywę; w tym momencie komentatorzy uważali, że ma niewielką przewagę. Mając na zegarze mniej niż sześć minut na dziewięć ruchów, Ding spędził pięć minut w ruchu 32...Wd2? (32...Ge5! był najlepszy), co zrzekło się przewagi. Następnie stracił ważnego pionka grając 33.We2 Wd3?. Niepomniaszczi miał teraz zwycięską pozycję, a Ding zrezygnował w 37. ruchu, mając tylko 3 sekundy na zegarze.
Obrona francuska, wariant Tarrascha (ECO C07)
1. e4 e6 2. d4 d5 3. Sd2 c5 4. Sgf3 cxd4 5. Sxd4 Sf6 6. exd5 Sxd5 7. S2f3 Ge7 8. Gc4 Sc6 9. Sxc6 bxc6 10. 0-0 0-0 11. He2 Gb7 12. Gd3 Hc7 13. He4 Sf6 14. Hh4 c5 15. Gf4 Hb6 16. Se5 Wad8 17. Wa1 g6 18. Gg5 Wd4 19. Hh3 Hc7 20. b3 Sh5 21. f4 Gd6 22. c3 Sxf4 23. Gxf4 Wxf4 24. Wxf4 Gxe5 25. Wh4 Wd8 26. Ge4 Gxe4 27. Whxe4 Wd5 28. Wh4 Hd6 29. He3 h5 30. g3 Gf6 31. Wc4 h4 32. gxh4 Wd2 33. We2 Wd3 34. Hxc5 Wd1+ 35. Kg2 Hd3 36. Wf2 Kg7 37. Wcf4 Hxc3 1–0

#### Partia nr 8: Ding–Niepomniaszczi, ½–½
Ósma partia meczu, remis w 45 ruchach, została rozegrana 20 kwietnia. W odpowiedzi na obronę Nimzowitscha Niepomniaszcziego Ding zdecydował się na 5.a3, wariant Sämischa, zachęcający do podwojenia pionków c z 5...Gxc3+ 6.bxc3. Ruch 12.h4! został pochwalony, a Ding tymczasowo zrezygnował z gońca na rzecz otwartej linii h i silnego ataku. Liren szybko uzyskał przewagę, mając przechodniego pionka d i silnego pionka g. Kiedy Ding zaczął wywierać presję na czarnych, Niepomniaszczi popełnił błąd z 22...Gxe4??, dając mu całkowicie przegraną pozycję. Gdy Ding naciskał na swoją przewagę, Niepomniaszczi zagrał 31...Hh4!?, pozostawiając swoją wieżę jako zwycięską, ale wydawało się, że grozi remisem przez wieczny szach; Niepomniaszczi nazwał to później „blefem”, ponieważ białe mogą uniknąć wiecznego szacha i wygrać po przejęciu wieży, ale przy stole było to bardzo trudne do obliczenia. Ding, pod presją czasu, był w stanie tylko „na krótko sprawdzić linię”, jak opisał na konferencji prasowej, i zamiast tego zdecydował się na 32.Kd1?, tracąc znaczną część przewagi. Po kilku kolejnych ruchach Niepomniaszczi poświęcił swojego skoczka 37...Sxf2! 38.Wxf2 e4, aby przywrócić pozycję partii do równości, gdzie obaj gracze szybko wymieniają się do końcówki wieżą i pionkiem i zgadzają się na remis po 45.We8.
Obrona Nimzowitscha, wariant Sämischa (ECO E28)
1. d4 Sf6 2. c4 e6 3. Sc3 Gb4 4. e3 0-0 5. a3 Gxc3+ 6. bxc3 d6 7. Se2 c5 8. Sg3 Sc6 9. Wa2 b6 10. e4 Ba6 11. Gg5 h6 12. h4 hxg5 13. hxg5 g6 14. gxf6 Hxf6 15. e5 dxe5 16. d5 Se7 17. d6 Sf5 18. Se4 Hd8 19. Hd3 Kg7 20. g4 Gb7 21. Wh3 Sh4 22. g5 Gxe4 23. Hxe4 Sf5 24. Wd2 Wh8 25. Wxh8 Hxh8 26. d7 Wd8 27. Hxe5+ Kh7 28. Hh2+ Kg7 29. He5+ Kh7 30. Hh2+ Kg7 31. Hc7 Hh4 32. Kd1 Hxg5 33. Kc2 He7 34. Gg2 e5 35. Ge4 Sh6 36. Hxa7 Sg4 Sf4 37. G 38. Wxf2 e4 39. We2 f5 40. Hxb6 Wxd7 41. Hb8 Hd6 42. Hxd6 Wxd6 43. Gxe4 fxe4 44. Wxe4 Kf6 45. We8 ½–½

#### Partia nr 9: Niepomniaszczi–Ding, ½–½
Dziewiąta partia meczu, remis w 82 ruchach, została rozegrana 21 kwietnia. Przeciwko partii hiszpańskiej Ding wybrał obronę berlińską. Pierwsza nieścisłość, 17...Wb8?! zagrana przez Dinga, pozwolił Niepomniaszcziowi zbudować inicjatywę na skrzydle królewskim; jednak ta inicjatywa szybko upadła po ruchu 23.Bg5? tracąc przewagę. Ding złożył ofiarę wymiany grając 26...Ge6, pozwalając na 27.Gxb5 cxb5, co dałoby Dingowi połączone pionki na liniach a i b; jednak Niepomniaszczi zdecydował się zamiast tego wymienić gońce grając 27.Gxe6, co komentatorzy uznali za „bezpieczniejsze” posunięcie. Wkrótce potem gracze wymieniali się do gry końcowej z wieżą, skoczkiem i trzema pionkami białych; kontra wieża, skoczek i dwa pionki czarnych. Ding poświęcił pionka ruchem 55...h3!, dzieląc pozostałe białe pionki i sprawiając, że remis był prawie nieunikniony. Niepomniaszczi próbował grać dalej swoim dodatkowym pionkiem, ale ostatecznie uzgodniono remis w ruchu 82, co sprawiło, że partia była najdłuższa w dotychczasowym meczu.
Partia hiszpańska, obrona berlińska (ECO C65)
1. e4 e5 2. Sf3 Sc6 3. Gb5 Sf6 4. d3 Gc5 5. c3 0-0 6. 0-0 d5 7. Sbd2 dxe4 8. dxe4 a5 9. a4 He7 10. Hc2 Sb8 11. We1 Wd8 12. h3 h6 13. Sf1 c6 14. Gc4 Sa6 15. Sg3 Hc7 16. Ga2 b5 17. He2 Wb8 18. Sh4 Gf8 19. Hf3 bxa4 20. Gxh6 Sc5 21. Sg6 Wxb2 22. Sxf8 Wxf8 23. Gg5 Sh7 24. Gc1 Wb5 25. Ga3 We8 26. Gc4 Ge6 27. Gxe6 Sxe6 28. Sf5 c5 29. He2 Wb3 30. Hc4 Hc6 31. Gc1 Sf6 32. Hxa4 Hxa4 33. Wxa4 Wxc3 34. Gb2 Wb3 35. Gxe5 Wb4 36. Wxa7 Wxe4 3 Wxa5 Wxe4 Wxe4 Sxe4 38. Wa4 Sd4 39. Gxd4 cxd4 40. Wxd4 g6 41. Se3 Kg7 42. Wb4 Sg3 43. Wb7 Sf5 44. Sg4 We7 45. Wb5 We1+ 46. Kh2 We2 47. Wb7 Sd6 48. Wa7 Kf8 49. Kg3 f5 50. Kf3 We7 51. Wa8+ We8 52. Wxe8+ Kxe8 53. Se5 g5 54. h4 gxh4 55. Kf4 h3 56. gxh3 Ke7 57. Sc6+ Kf6 58. Sd4 Se4 59. f3 Sf2 60. h4 Sd3+ 61. Kg3 Kg6 62. Se6 Kf6 63. Sf4 Sb4 64. Kf2 Ke5 65. Ke3 Sc2+ 66. Kd2 Sd4 67. Sd3+ Kf6 68. Ke3 Sc2+ 69. Kf4 Sd4 70. Kg3 Se2+ 71. Kf2 Sd4 72. Sf4 Ke5 73. Se2 Se6 74. Kg3 Kf6 75. Kg2 Kg7 76. Kf2 f4 77. Kg1 Kg6 78. Kg2 Kh6 79. Sc1 Kh5 80. Kh3 Sd4 81. Sd3 Sxf3 82. Sxf4+ ½–½

#### Partia nr 10: Ding–Niepomniaszczi, ½–½
Dziesiąta partia meczu, remis w 45 ruchach, została rozegrana 23 kwietnia. Ding ponownie wybrał partię angielską, aby rozpocząć partię, po tym samym otwarciu co w partii 4, dopóki Ding nie zagrał 4.e4 zamiast 4.e3. Ruch 9...Gc5 był zaskoczeniem dla Dinga, który spędził 11 minut na swojej odpowiedzi. Po tym, jak Ding znalazł 10.Hg3, ponownie był zaskoczony odpowiedzią 10...Kf8, ponieważ spodziewał się zamiast tego 10...g6. Chociaż wyraźnie nie był przygotowany, Ding dobrze poruszał się w tej pozycji i był w stanie utrzymać niewielką przewagę. Wszedł do końcówki z pionkiem, ale Niepomniaszczi spokojnie utrzymał remis. Gracze zakończyli partię z gołymi królami, co było dopiero drugą partią w historii mistrzostw świata w szachach, która zakończyła się z gołymi królami na szachownicy, poprzednio była to partia 13 meczu Kramnik – Leko w 2004 roku.
Partia angielska, system czterech skoczków (ECO A28)
1. c4 Sf6 2. Sc3 e5 3. Sf3 Sc6 4. e4 Gc5 5. Sxe5 Sxe5 6. d4 Gb4 7. dxe5 Sxe4 8. Hf3 Sxc3 9. bxc3 Gc5 10. Hg3 Kf8 11. Ge2 d6 12. Gf4 He7 13. Wd1 h5 14. 0-0 h4 15. Hd3 g5 16. exd6 cxd6 17. Gxd6 Hxd6 18. Hxd6+ Gxd6 19. Wxd6 Ge6 20. f4 Ke7 21. Wd4 gxf4 22. Wfxf4 h3 23. g4 Wac8 24. Kf2 Wc5 25. a4 Wa5 26. Gd1 b6 27. Kg3 Wh6 28. Wf4 Kf8 29. Wd8+ Kg7 30. Wa8 Wc5 31. Wxa7 Gxc4 32. We7 Whc6 33. W7e5 Wxe5 34. Wxe5 Gb3 35. Gxb3 Wxc3+ 36. Kh4 Wxb5 Wa 33. W 38. Wxb6 Wxa4 39. Kxh3 f5 40. gxf5 Wf4 41. Wb5 Kf6 42. Kg3 Wxf5 43. Wxf5+ Kxf5 44. h4 Kg6 45. h5+ Kxh5 ½–½

#### Partia nr 11: Niepomniaszczi–Ding, ½–½
Jedenasta partia meczu, remis w 39 ruchach, została rozegrana 24 kwietnia. Przeciwko partii hiszpańskiej Ding wrócił na główną linię grając 3...a6, podobnie jak w partii 1. Ding i Niepomniaszczi zagrali te same ruchy otwierające co w partii z turnieju pretendentów 2020, dopóki Ding nie zagrał 8...Sa5. 15...c4 zostało uznane przez Dinga za intrygujące posunięcie, zachęcające do gry obosiecznej. Jednak zamiast 19.He2, które zachowałoby szanse na wygraną dla obu stron, Niepomniaszczi zagrał 19.dxc4, po czym została dokonana seria wymian, która później doprowadziła do końcówki partii z wieżą, w której gracze zremisowali przez powtórzenie posunięć zaledwie kilka ruchów później.
Partia hiszpańska, obrona zamknięta, wariant Martineza (ECO C84)
1. e4 e5 2. Sf3 Sc6 3. Gb5 a6 4. Ga4 Sf6 5. 0-0 Ge7 6. d3 b5 7. Gb3 d6 8. a3 Sa5 9. Ga2 c5 10. Sc3 Ge6 11. Gg5 0-0 12. Gxf6 Gxf6 13. Sd5 g6 14. Hd2 Gg7 15. Sg5 c4 16. Sxe6 fxe6 17. Se3 Gh6 18. Wad1 Wb8 19. dxc4 Sxc4 20. Gxc4 bxc4 21. Hxd6 Hxd6 22. Wxd6 Gxe3 23. fxe3 Wfxf1 25. Wxe6 Wxc2 26. Wxa6 Wa2 27. Wc6 Wxa3 28. Wxc4 Wxe3 29. Kf2 Wa3 30. Wc5 Wa2+ 31. Kf3 Wa3+ 32. Kg4 Wa2 33. Kh3 We2 34. Wxe5 Kf7 35. Kg3 Kf6 36. We8 Kf7 37. We5 Kf6 38. We8 Kf7 39. We5 ½–½

#### Partia nr 12: Ding–Niepomniaszczi, 1–0
Dwunasta partia meczu, wygrana Dinga w 38 ruchach, została rozegrana 26 kwietnia. Gra była złożona i pełna błędów, a obaj gracze wykazywali skrajne nerwy. Na otwarcie Ding zagrał System Colle’a, o którym później Niepomniaszczi powiedział: „Nie byłem zaskoczony”. Dzięki obosiecznej grze środkowej gra pozostawała względnie wyrównana, dopóki Ding nie popełnił pierwszego błędu grając 19.Gc2?, co pozwoliło Niepomniaszcziowi zbudować presję na króla Dinga i uzyskać przewagę po serii dalszych nieścisłości Dinga. Pomimo złożoności pozycji Niepomniaszczi grał szybko; 27...Wag8? co zapoczątkowało serię nieścisłości składających się z 28.Hc6? Gb8? 29.Hb7?? Wh6??, przy czym Ding znalazł 30.Ge4, pozostawiając pozycję równą. Fabiano Caruana skomentował sekwencję, że „W tym momencie to czyste nerwy. Nie chodzi już o szachy”. Nowo odkryta równość w grze utrzymywała się, dopóki Niepomniaszczi nie zagrał 34...f5??, pozwalając Dingowi wziąć wolnego pionka grając 35.Wxe6 i uzyskać potężny atak skrzydłem królewskim. Niepomniaszczi spędził 17 minut zastanawiając się nad odpowiedzią na ruch Dinga, pozostawiając mu 2 minuty i 36 sekund na dotarcie do kontroli czasu w ruchu 40. Wielu komentatorów zwróciło uwagę na język ciała Niepomniaszcziego w tym momencie, kojarząc „całkowite niedowierzanie” z jego wyrazem twarzy. Po kilku kolejnych ruchach Niepomniaszczi zrezygnował, wyrównując mecz na dwie partie przed końcem.
System Colle’a (ECO D04)
1. d4 Sf6 2. Sf3 d5 3. e3 c5 4. Sbd2 cxd4 5. exd4 Hc7 6. c3 Gd7 7. Gd3 Sc6 8. 0-0 Gg4 9. We1 e6 10. Sf1 Gd6 11. Gg5 0-0 12. Gxf6 gxf6 13. Sg3 f5 14. h3 Gxf3 15. Hxf3 Se7 16. Sh5 Kh8 17. g4 Wg8 18. Kh1 Sg6 19. Gc2 Sh4 20. He3 Wg6 21. Wg1 f4 22. Hd3 He7 23. Wa1 Hg5 24. c4 dxc4 25. Hc3 b5 26. a4 b4 27. Hxc4 Wag8 28. Hc6 Gb8 29. Hb7 Wh6 30. Ge4 Wf8 31. Hxb4 Hd8 32. Hc3 Sg6 33. Gg2 Hh4 34. We2 f5 35. Wxe6 Wxh5 36. gxh5 Hxh5 37.d5+ Kg8 38.d6 1–0

#### Partia nr 13: Niepomniaszczi–Ding, ½–½
Trzynasta partia meczu, zakończona remisem po 40 ruchach, została rozegrana 27 kwietnia. Podobnie jak w partii 5. i 11., rozpoczęła się od obrony zamkniętej w partii hiszpańskiej. Ruch 10.Ge3 było pierwszym odstępstwem od teorii, tj. ruchem, który nigdy wcześniej nie był grany na poziomie mistrzowskim. Pozycja pozostała równa aż do 18.f3?! Niepomniaszcziego, co pozwoliło Dingowi zagrać o przełom pionowy ...d5. Po 19...d5 20.exd5 Sxd5 Ding miał niewielką przewagę. Ding spędził 25 minut swojego czasu na zagranie 21...We5?!, oddając przewagę, jaką miałby po 21...Wb8 22.Gxd5 (skoczek nie może zostać wpuszczony na pole f4) Gxd5 23.Hd2, gdzie ma parę gońców. Niepomniaszczi dał później Dingowi szansę na inicjatywę po 23.Se2; jednak Ding zagrał 23...He7, co blokuje gońca na f8, zamiast zagrać silniejszy ruch 23...He8. Ding oddał jakość grając 25...Wxe4, a gracze szybko przeszli do remisowej końcówki, w której Niepomniaszczi miał przewagę figur po wymianie, ale pionka mniej. Ding wspomniał później, że rozważał grę o zwycięstwo po ruchu 36...Ke6, ale zdecydował się tego nie robić, ponieważ „nie chciał grać na pozycji w rodzaju ciemnego oceanu”. Wkrótce potem gracze zdecydowali się powtórzyć ruchy, kończąc partię remisem.
Partia hiszpańska, obrona zamknięta, wariant Martineza (ECO C84)
1. e4 e5 2. Sf3 Sc6 3. Gb5 a6 4. Ga4 Sf6 5. 0-0 Ge7 6. d3 b5 7. Gb3 d6 8. c3 0-0 9. h3 Gb7 10. Ge3 Na5 11. Gc2 c5 12. Sbd2 We8 13. a4 h6 14. d4 exd4 15. cxd4 cxd4 16. Sxd4 Sc4 17. Sxc4 bxc4 18. f3 Gf8 19. Gf2 d5 20. exd5 Sxd5 21. Be4 We5 22. Wc1 Wc8 23. Se2 He7 24. Hd4 f 5 25. Gg3 Wxe4 26. fxe4 Hxe4 27. Hxe4 fxe4 28. Wfd1 Sb4 29. Wd7 Gc5+ 30. Kh2 Gc6 31. Wc7 Wxc7 32. Gxc7 Gd5 33. Sc3 Sd3 34. Wc2 Gc6 35. a5 Kf7 36. We2 Sc1 37. We1 Sd3 38. We2 Sc1 39. We1 Sd3 40. We2 ½–½

#### Partia nr 14: Ding–Niepomniaszczi, ½–½
Czternasta i najdłuższa partia meczu, remis 90 ruchów, została rozegrana 29 kwietnia. Zwycięstwo któregokolwiek z graczy oznaczałoby zwycięstwo w całym meczu i zdobycie tytułu mistrza świata. Ding zagrał 12.Sg5?!, co wielu zdziwiło, bo skoczka można było łatwo zaatakować ruchem 12...h6 (co nastąpiło w partii) i niewiele osiągnął, choć pozycja wciąż była bliska równości. Później Ding zagrał 34.Ke2? w przeciwieństwie do 34.Kd2, które pozwoliło na zagranie 34...Wc3 na stworzenie wrażliwego gońca na d3; jednak po tym, jak Niepomniaszczi zagrał 36...e5?! Ding był w stanie przejść do gry końcowej z wieżą, wciąż z pionkiem mniej, której Niepomniaszczi ostatecznie nie mógł wygrać. Dalsza część partii była względnie wyrównana i obaj gracze zgodzili się na remis po 90...Wxf4+. (Gdyby gra była kontynuowana po ruchu 91.Kxf4, pozycja staje się prostą do zremisowania końcówką).
Obrona Nimzowitscha, system Rubinsteina (ECO E46)
1. d4 Sf6 2. c4 e6 3. Sc3 Gb4 4. e3 0-0 5. Gd2 d5 6. a3 Ge7 7. Sf3 c5 8. dxc5 Gxc5 9. Hc2 dxc4 10. Gxc4 Sbd7 11. Wd1 Ge7 12. Sg5 h6 13. h4 Hc7 14. Ge2 Wd8 15. Wc1 Sf8 16. Sge4 Sxe4 17. Sxe4 Hxc2 18. Wxc2 Gd7 19. Gb4 Gxb4+ 20. axb4 Gc6 21. Sc5 Gxg2 22. Wg1 Gd5 23. e4 Gc6 24. b5 Ge8 25. Sxb7 Wd4 26. Wc4 Wd7 27. Sc5 Wc7 28. Wc3 Wac8 29. b4 Sd7 30. Wcg3 Sxc5 31. bxc5 Wxc5 32. Wxg7+ Kf8 33. Gd3 Wd8 34. Ke2 Wc3 35. Wg8+ Ke7 36. W1g3 e5 37. Wh8 Wd6 38. b6 Wxb6 39. Wxe8+ Kxe8 40. Gb5+ Wxb5 41. Wxc3 Kd7 42. Wf3 Ke7 43. Wc3 a5 44. Wc7+ Kf6 45. Wc6+ Kg7 46. Wa6 Wb2+ 47. Kf3 Wa2 48. Kg3 h5 49. Wa8 Wa1 50. Kg2 a4 51. Wa5 f6 52. Kf3 a3 53. Wa6 Kf7 54. Ke3 Ke8 55. Ke2 Ke7 56. Kf3 Wa2 57. Ke3 Wa1 58. Ke2 Kf7 59. Kf3 Wa2 60. Ke3 Ke7 61. Kf3 Kd7 62. Wxf6 Wb2 63. Wa6 Wb3+ 64. Kg2 Kc7 65. f4 exf4 66. e5 Kb7 67. Wa4 Kc6 68. Wa6+ Kb5 69. Wa7 Kb6 70. Wa8 Kc5 71. Wa6 Kb5 72. Wa7 Kb6 73. Wa8 Kc6 74. Wa6+ Kd7 75. Kf2 Ke7 76. Kg2 We3 77. Kf2 Wg3 78. Kf1 Wc3 79. Kf2 We3 80. Kg2 Kd7 81. Kf2 Kc7 82. e6 Kd8 83. Wa7 Ke8 84. Kg2 Wxe6 85. Wxa3 Wg6+ 86. Kf2 Wg4 87. Wa5 Wxh4 88. Kf3 Ke7 89. Wf5 Ke6 90. Wxf4 Wxf4+ ½–½

### Partie tie-breakowe
Mecze tie-breakowe zostały rozegrane 30 kwietnia.

#### Partia nr 15: Ding–Niepomniaszczi, ½–½
Pierwsza partia tie-breaka w szachach szybkich zakończyła się remisem w 35 ruchach. Ding wcześnie uniknął teorii, wykonując ruch 3.c3, po czym gracze śledzili grę z 2019 roku, w której brał udział drugi Ding, Richard Rapport. Ding miał niewielką przewagę przez większą część partii, ale niedokładność 23.Wb1? przywrócił pozycję do równości: 23.Wfc1! lub 23.Hc2! byłoby lepszym ruchem. Niedługo potem Niepomniaszczi oddał taktyczny ruch, który spotkał się z uznaniem komentatorów, grając 24...b6!! 25.cxb6 axb6!: hetman jest nietykalny, jak po 26.Wxc7?? Sf3+ 27.Gxf3 Gxf3, w następnym ruchu pojawia się mat. Ding dostrzegł to i zamiast tego wykonał jedyny ruch 26.Sb5!, inicjując wymianę hetmanów. Niedługo potem Niepomniaszczi wymusił remis przez powtórzenie w ruchu 35.
Debiut pionem hetmańskim (ECO D02)
1. d4 Sf6 2. Sf3 d5 3. c3 c5 4. dxc5 e6 5. Ge3 Ge7 6. g3 Sc6 7. Gg2 0-0 8. b4 Sg4 9. Gd4 Hc7 10. 0-0 e5 11. h3 exd4 12. hxg4 dxc3 13. Sxc3 Sxb4 14. a3 Gf6 15. Wc1 Gxc3 16. Wxc3 Sc6 17. Hxd5 Gxg4 18. Sg5 h6 19. Se4 Wae8 20. e3 We5 21. Hd2 Wd8 22. Sd6 Wh5 23. Wb1 Se5 24. e 4 b6 25. cxb6 axb6 26. Sb5 Wxd2 27. Sxc7 Gh3 28. Gxh3 Wxh3 29. Kg2 Wh5 30. Wb5 Wd1 31. Sd5 Wdh1 32. Se7+ Kh7 33. Wxe5 W1h2+ 34. Kg1 Wh1+ 35. Kg2 ½–½

#### Partia nr 16: Niepomniaszczi–Ding, ½–½
Druga partia tie-breaka w szachach szybkich zakończyła się remisem w 47 ruchach. Po raz szósty w meczu gracze wrócili do Partii hiszpańskiej. Niepomniaszczi zyskał niewielką przewagę po otwarciu, a Viswanathan Anand skomentował, że „wydaje się, że białe mają nad czym pracować”. Po 20...Sd5 Dinga (20...Gd5! było lepsze), Niepomniaszczi pozwolił, aby gra wróciła do równości z 21.exd6, inicjując wymianę gońców: lepiej było utrzymać napięcie przy 21.Gg3!. Gracze uprościli grę końcową, składającą się z dwóch wież i skoczka, przy czym obaj gracze mieli sześć pionków, a Niepomniaszczi miał niewielką przewagę. Niepomniaszczi mógł utrzymać presję przy 27.g3, ale wynikowa gra końcowa z wieżą z pionkiem nadal byłaby możliwa do utrzymania dla Dinga. Zagrał 27.Wc5, pozwalając Dingowi zagrać 27...d3!, zmuszając grę do równej końcówki, w której gracze zremisowali w ruchu 47.
Partia hiszpańska, obrona zamknięta, wariant Martineza (ECO C84)
1. e4 e5 2. Sf3 Sc6 3. Gb5 a6 4. Ga4 Sf6 5. 0-0 Ge7 6. d3 b5 7. Gb3 d6 8. a4 Gd7 9. h3 0-0 10. Ge3 Sa5 11. Ga2 bxa4 12. Gd2 Sc6 13. Sc3 Wb8 14. Sxa4 Sd4 15. Gc4 c6 16. Sxd4 exd4 17. Gf4 Ge6 18. We1 a5 19. Hf3 Wb7 20. e5 Sd5 21. exd6 Gxd6 22. Gxd6 Hxd6 23. He4 Sf4 24. He5 Hxe5 25. Wxe5 Gxc4 26. dxc4 Wb4 27. Wc5 d3 28. cxd3 Sxd3 29. Wxc6 Se5 30. Wc7 Sxc4 31. Sc5 Sxb2 32. Sd7 We8 33. Wxa5 Sd3 34. Wg5 Wf4 35. f3 h6 36. Wd5 Sb4 37. Wd6 Wf5 38. Wb7 Wd5 39. Wdb6 Wd8 40. Sf6+ gxf6 41. Wxb4 Wd4 42. Wxd4 Wd4 43. Kh2 Kg7 44. Wb2 Wd5 45. Wa2 Wd4 46. Wb2 Wd5 47. Wa2 Wd4 ½–½

#### Partia nr 17: Ding–Niepomniaszczi, ½–½
Trzecia partia tie-breaka w szachach szybkich zakończyła się remisem w 33 ruchach. Zamiast 1.d4 i 1.c4, jak wcześniej grał przez cały mecz, Ding zaczął od 1.Sf3, wchodząc w popularną linię, która obejmowała wymiany w środku i równą pozycję. Niepomniaszczi wymusił więcej wymian z taktycznym 12...Sf4. Niedługo potem gracze zakończyli grę gońcami w przeciwnych kolorach w ruchu 26, szybko remisując przez powtórzenie kilka ruchów później.
Partia angielska, odrzucona obrona neokatalońska (ECO A14)
1. Sf3 d5 2. g3 Sf6 3. Gg2 e6 4. O-O Ge7 5. c4 O-O 6. b3 c5 7. cxd5 Sxd5 8. Gb2 Sc6 9. d4 cxd4 10. Sxd4 Sxd4 11. Hxd4 Gf6 12. Hd2 Sf4 13. gxf4 Hxd2 14. Sxd2 Gxb2 15. Wad1 Gf6 16. Sc4 Wb8 17. Se5 Wd8 18. Wxd8+ Gxd8 19. Wd1 Ge7 20. Sd7 Gxd7 21. Wxd7 Kf8 22. Gxb7 Wd8 23. Wc7 a5 24. Wc4 Gb4 25. Wc2 Wd2 26. Wxd2 Gxd2 27. e3 Gb4 28. Kf1 Ke7 29. Ke2 Kd6 30. Kd3 Ge1 31. Ke2 Gb4 32. Kd3 Ge1 33. Ke2 ½–½

#### Partia nr 18: Niepomniaszczi–Ding, 0–1
Czwarta i ostatnia partia tie-breaka w szachach szybkich była zwycięstwem Dinga Lirena, dzięki któremu zdobył mistrzostwo świata. W innej Partii hiszpańskej Niepomniaszczi wybrał „niezwykłe” 13.Gb1!?, w którym obaj gracze wykonali ruchy, które zdawały się wskazywać, że grają w decydującej partii. Gra szybko uprościła się do końcówki hetmanów, wież, gońców i pionków, przy czym Niepomniaszczi miał dodatkowego pionka. Niepomniaszczi zbudował lekką przewagę, ale błąd 35.Wa1? pozwolił Dingowi odzyskać pionka i przywrócić równowagę. Dwa ruchy po błyskotliwym ruchu Dinga 42...He2!!, Niepomniaszczi dał Dingowi szansę na zaakceptowanie remisu przez powtórzenie; ale po 44.He4+ Kg8 45.Hd5+ Kh7 46.He4+ zamiast oczekiwanego 46...Kg8, Ding, który sam zyskał w międzyczasie dodatkowego pionka, zamiast tego zasygnalizował zamiar gry o zwycięstwo zaskakującym 46...Wg6!, przyszpilając własną wieżę, ruch chwalony przez komentatorów za „odwagę”. Od tego momentu obaj gracze byli pod dużą presją czasu, a zegary obu graczy spadły do mniej niż 60 sekund do końca. Niepomniaszczi odpowiedział niedokładnie 47.Hf5?! (47.h4 lub 47.Wc2 utrzymałoby równowagę), pozwalając na 47...c4!. Po tym jak Niepomniaszczi zagrał 48.h4?, Ding wykonał zwycięskie posunięcie 48...Hd3! w ciągu zaledwie dwóch sekund. Analiza silnika wykazała, że jedynym ruchem Niepomniaszcziego, który pozwoliłby na remis, było 48.Hf4!, które Rafael Leitão określił jako „całkowicie nieludzkie”. Po 49...Wf6? i 53...Wd6? przez Dinga, Niepomniaszczi wymienił wieże i wyrównał grę. Jednak Niepomniaszczi ponownie popełnił błąd, wykonując 59.Hc7? (ruchy, które remisowałyby to 59.h5, aby kontrolować pole g6 lub 59.Gxg7! Kxg7 60.Hc7+ z nieustannym szachem), po czym Ding znalazł zwycięski ruch 59...Hg6. Ostatnim precyzyjnym ruchem Dinga było 62...h5! wykorzystując błąd Niepomniaszcziego 62.Kg2?. Po 67...a2 Niepomniaszczi powalił kilka zdobytych figur na podłogę, a jego ręce wyraźnie drżały, szukając ruchu, wyraźnie zrozpaczony; zrezygnował po jeszcze jednym ruchu, mając na zegarze mniej niż 30 sekund.
Partia hiszpańska, obrona zamknięta, wariant Martineza (ECO C84)
1. e4 e5 2. Sf3 Sc6 3. Gb5 a6 4. Ga4 Sf6 5. 0-0 Ge7 6. d3 b5 7. Gb3 d6 8. a4 Gd7 9. h3 0-0 10. Ge3 Sa5 11. Ga2 bxa4 12. Sc3 Wb8 13. Gb1 He8 14. b3 c5 15. Sxa4 Sc6 16. Sc3 a5 17. Sd2 Ge6 18. Sc4 d5 19. exd5 Sxd5 20. Gd2 Sxc3 21. Gxc3 Gxc4 22. bxc4 Gd8 23. Gd2 Gc7 24. c 3 f5 25. We1 Wd8 26. Wa2 Hd6 27. He2 Hd6 28. g3 Wde8 29. Hf3 e4 30. dxe4 Se5 31. Hg2 Sd3 32. Gxd3 Hxd3 33. exf5 Wxe1+ 34. Gxe1 Hxc4 35. Wa1 Wxf5 36. Gd2 h6 37. Hc6 Wf7 38. We1 Kh7 39. Ge3 Ge5 40. He8 Gxc3 41. Wc1 Wf6 42. Hd7 He2 43. Hd5 Gb4 44. He4+ Kg8 45. Hd5+ Kh7 46. He4+ Wg6 47. Hf5 c4 48. h4 Hd3 49. Hf3 Wf6 50. Hg4 c3 51. Wd1 Hg6 52. Hc8 Wc6 53. Ha8 Wd6 54. Wxd6 Hxd6 55. He4+ Hg6 56. Hc4 Hb1+ 57. Kh2 a4 58. Gd4 a3 59. Hc7 Hd6 60. Hc4 c2 61. Ge3 Gd6 62 . Kg2 h5 63. Kf1 Ge5 64. g4 hxg4 65. h5 Hf5 66. Hd5 g3 67. f4 a2 68. Hxa2 Gxf4 0–1